# Erik Magnus Winnertz
Erik Magnus Winnertz (* 10. Dezember 1900 in Hannover; † 16. September 1977 in Neustadt an der Weinstraße) war ein deutscher Maler und Grafiker.

## Leben und Werk
Winnertz studierte von 1926 bis 1932 an der Akademie der Bildenden Künste Dresden. Von 1926 bis 1929 war er Meisterschüler von Otto Dix und 1930 bis 1932 von Ferdinand Dorsch. Weitere Lehrer waren Hermann Dittrich (1868–1946), Max Feldbauer und Richard Müller. Danach arbeitete er in Dresden freischaffend als Maler.
In der Zeit des Nationalsozialismus war Winnertz Mitglied der Reichskammer der bildenden Künste, und er beteiligte sich in Dresden an großen Ausstellungen. Für die Zeit von 1938 bis 1945 ist in den vorliegenden Quellen als Tätigkeit die Arbeit als Zeichner angegeben. Es dürfte sich dabei um eine „kriegswichtige“ Tätigkeit gehandelt haben. Winnertz wäre sonst zur Wehrmacht eingezogen worden.
Das Adressbuch verzeichnete Winnertz bis 1939 in der Schevenstraße 10 b und dann mit Unterbrechung ab 1942 als Kunstmaler in der Pohlandstraße 24.
1945 verlor er bei den Luftangriffen auf Dresden Wohnung und Atelier. Daraufhin zog er mit seiner Frau, der Malerin Doris, geb. Ehrler (1908–1985), nach Werdau, woher sie stammte.
Winnertz war ab 1948 Dozent im Fach Malerei an der Mal- und Zeichenschule Zwickau. Einer seiner Schüler war Hannes Fabig. Außerdem gründete er im VEB Crimmitschauer Volltuchfabrik einen Mal- und Zeichenzirkel. 1957/1958 hatte er in der Zwickauer Kunsthandlung Liebig eine Einzelausstellung mit Aquarellen und Grafiken.
Ab 1958 beteiligte er sich mit dreizehn Künstlern, darunter Karl Heinz Jakob, Edgar und Erika Klier, Paul Schmidt-Roller und Käte Walter, unter dem Motto „Kunst hilft Kohle“ in einer „Künstlerbrigade“ an Studieneinsätzen vor allem im Zwickauer Steinkohlewerk Martin Hoop, wo sie Produktions- und Porträtstudien von Bergarbeitern machten.
Winnertz war Mitglied des Verbands Bildender Künstler der DDR, verließ aber dann die DDR in die Bundesrepublik. Bilder Winnertz‘ befinden sich u. a. im Deutschen Landwirtschaftsmuseum Schloss Blankenhain.

## Werke (Auswahl)
- Frauenporträt mit Krawatte (1931, Graphit-Zeichnung, 53,2 × 38,2 cm; Sammlung Frieder Gerlach, Konstanz)
- Symbolistische Szene (1934, Aquarell, Farbstift und Pastell, 61 × 47 cm)[3]
- Persönlicher Neujahrsgruß (1935, Holzschnitt)[4]
- Persönlicher Neujahrsgruß (1938, Lithografie)[5]
- o. T. / Heugarben, Erntelandschaft mit Strohpuppen auf sonnigem Feld (1950, Aquarell)[6]
- Lernaktiv (1952, Zeichnung mit Kielfeder, getönt)[7][8]

## Weitere Ausstellungen (mutmaßlich unvollständig)

### Sicher belegte Teilnahme an Ausstellungen in der Zeit des Nationalsozialismus
- 1934: Dresden, Brühlsche Terrasse („Sächsische Kunstausstellung“)
- 1934: Dresden, Brühlsche Terrasse („Sächsische Aquarell-Ausstellung“)
- 1935: Dresden („Dresdner Kunstausstellung mit Sonderschau Kriegsbilder“)
- 1936: Dresden, Brühlsche Terrasse („Kunstausstellung Dresden“)

### Postume Ausstellungen von Bildern
- 1984/1985 Karl-Marx-Stadt, Städtisches Museum am Theaterplatz („Retrospektive 1945–1984. Bildende Kunst im Bezirk Karl-Marx-Stadt“)
- 2007: Dresden, Galerie Finkbein (Eröffnungsausstellung; mit Winnertz‘ Bild Stillleben mit grüner Flasche)
- 2015/2016: Werdau, Galerie im Verwaltungszentrum Werdau
- 2022/2023: Zwickau, Priesterhäuser (mit Paul Schmidt-Roller)
- 2023/2024: Stuttgart, Kunstmuseum Stuttgart („Sieh Dir die Menschen an! Das neusachliche Typenporträt in der Weimarer Zeit“)[9]